# アンジオポエチン
アンジオポエチン（英: angiopoietin）は、脈管形成（vasculogenesis）あるいは血管新生（angiogenesis）を促進する糖タンパク質で、成長因子である。脈管形成は、発生初期の胚形成期に血管がないところに新たに血管がつくられることで、血管新生は発生初期以外で、既存の血管から新たな血管が分岐し伸長することで血管がつくられることである。それら血管の形成を促進するのがアンジオポエチンである。
アンジオポエチンには、アンジオポエチン1（Ang1）、アンジオポエチン2（Ang2）、アンジオポエチン3（Ang3）、アンジオポエチン4（Ang4）の4種類があるだけでなく、類似のタンパク質として6種類のアンジオポエチン関連タンパク質（ANGPTL：angiopoietin-related protein、または、angiopoietin-like protein）であるANGPTL2、 ANGPTL3、 ANGPTL4、 ANGPTL5、 ANGPTL6、 ANGPTL7がある。なお、ANGPTL1はアンジオポエチン3（Ang3）である。

## 発見
1996年、米バイオテクノロジー企業リジェネロン・ファーマシューティカルズ （Regeneron Pharmaceuticals）のヤンコポーロス（Yancopoulos GD）らが、血管内皮細胞に特異的に発現し血管形成に必須な受容体型チロシンキナーゼタンパク質であるTIE2/TEKのリガンドを同定し、アンジオポエチンと命名した。アンジオポエチンは細胞外に分泌される糖タンパク質である。
上記の連続論文で、ハーバード大学のトム・サトーらとともに、ノックアウトマウスの実験で、アンジオポエチン1が血管形成に必須であることを証明した。上記論文で物質を同定し、つづく論文で生理機能を示し、2つの論文をもって、アンジオポエチンの発見とした。

## 構造
アンジオポエチン1のアミノ酸数はヒトやマウスで498残基である。分子量は70 kDaで、タンパク質に結合している糖鎖をはずす酵素PNGase Fで処理すると、約55 kDaになることから、結合糖鎖が約15 kDaある糖タンパク質である。

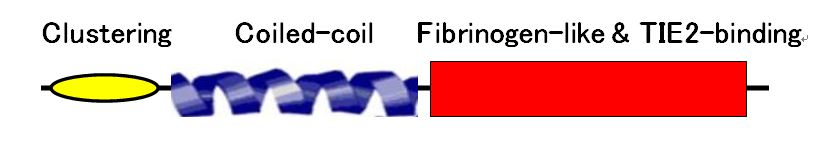
図１．アンジオポエチンのドメイン構造

アンジオポエチン1のN末端側からのアミノ酸番号1-99番はアンジオポエチン1どうしが結合するクラスタリングドメイン、100-280番がミオシンに類似したコイルドコイルドメイン、280－498がフィブリノーゲン様ドメインでTIE2/TEK結合ドメイン、そしてC末端になる（図１．アンジオポエチンのドメイン構造）。

## 細胞作用
血管内皮細胞のアンジオポエチン受容体はTIE2/TEKで、細胞内にチロシンキナーゼ活性を持つ受容体型チロシンキナーゼタンパク質である。
アンジオポエチンは、フィブリノーゲン様ドメイン・TIE2/TEK結合ドメインで血管内皮細胞の細胞膜上のTIE2/TEKに結合する。クラスタリングドメインで、アンジオポエチン分子どうしが細胞外で会合することで、細胞膜上のTIE2/TEKが会合する。細胞内のチロシンキナーゼ活性が活性化され、アダプター分子のGRB2などが結合し、細胞内シグナル伝達が進行する。ただし、細胞増殖は活性化されない。
アンジオポエチン1とアンジオポエチン4は TIE2のキナーゼを活性化するが、アンジオポエチン2とアンジオポエチン3は活性化しないので、アンタゴニストと考えられる。

## 機能
アンジオポエチンの基本的な機能は、TIEファミリーと共に、脈管形成（胚形成期に、血管がないところに新たに血管がつくられること）および血管新生（既存の血管から分枝伸長して血管を形成すること）を担うことだ。
発見者の1人ともいえるトム・サトー、そして高倉伸幸（たかくら のぶゆき）など多くの日本人の研究者も貢献し、血管新生におけるアンジオポエチン・ファミリーの関与が以下のように解明されてきた

。
ノックアウトマウスの実験から、アンジオポエチン1とアンジオポエチン2は血管形成に必須であることが証明されている。
血管構造は、通常、血管内皮細胞とそれを裏打ちする結合組織・細胞外マトリックス・基底膜、細胞として周皮細胞（pericyte）や平滑筋細胞に、強固に接着することで安定に保たれている。血管内皮細胞が分泌するアンジオポエチン1 が血管内皮細胞上のTIE2 に結合し、細胞内にシグナル伝達し、血管内皮細胞と結合組織・細胞外マトリックス・基底膜の細胞接着を維持しているからである。
組織に低酸素状態が生じると、血管内皮細胞と結合組織・細胞外マトリックス・基底膜との接着が弱くなり、血管内皮細胞は容易に移動できるようになり、新しい血管の分枝と伸長が起こる（血管リモデリング）。この仕組みは、低酸素状態になると、血管内皮細胞からアンジオポエチン2が分泌され，アンジオポエチン1 に対して拮抗的に作用するためである。
脈管形成と血管新生では、同じような成長因子と受容体型チロシンキナーゼの組み合わせが、もう1セットある。つまり、1983年に発見され、1989年に45 kDaの糖タンパク質として単離、クローニングされた血管内皮細胞増殖因子（VEGF：ブイイージーエフ）である。血管内皮細胞増殖因子の血管内皮細胞上の受容体である血管内皮細胞増殖因子受容体も受容体型チロシンキナーゼである。
では、アンジオポエチン系は血管内皮細胞増殖因子系と機能的にどう異なるのか？ 両方とも重要であるが、機能的に、血管内皮細胞増殖因子系は血管の分枝と伸長を担い、アンジオポエチン系は血管のリモデリングと成熟を担っていると考えられている。

## 臨床知見
特定の疾患の予防・診断・治療に関するアンジオポエチンの知見を羅列する。
- 北里大学・皮膚科の勝岡憲生（かつおか けんせい）は、血管肉腫でアンジオポエチン2が上昇すると報告している。[9]
- マウスの実験で、TIE2のDNAワクチンを投与するとアテローム性動脈硬化が低下した。[10]
- 妊娠するとアンジオポエチンの血液中濃度が変化するが、月経周期や排卵誘発では変化しない[11]。
- 血液中のアンジオポエチン2は、アルツハイマー病のマーカー[12]、腎疾患で慢性透析中の子供の心疾患マーカーとなる[13]。

## 文献・脚注
1. ↑  PDB: 1Z3U; Barton WA, Tzvetkova D, Nikolov DB (May 2005). “Structure of the angiopoietin-2 receptor binding domain and identification of surfaces involved in Tie2 recognition”. Structure 13 (5):  825?32. doi:10.1016/j.str.2005.03.009. PMID 15893672.
2. 1 2 3 4  Davis S, Aldrich TH, Jones PF, Acheson A, Compton DL, Jain V, Ryan TE, Bruno J, Radziejewski C, Maisonpierre PC, Yancopoulos GD (Dec 1996). “Isolation of angiopoietin-1, a ligand for the TIE2 receptor, by secretion-trap expression cloning”. Cell 87 (7):  1161-1169. PMID 8980223.
3. ↑  Suri C, Jones PF, Patan S, Bartunkova S, Maisonpierre PC, Davis S, Sato TN, Yancopoulos GD (Dec 1996). “Requisite role of angiopoietin-1, a ligand for the TIE2 receptor, during embryonic angiogenesis”. Cell 87 (7):  1171-1180. doi:10.1016/S0092-8674(00)81813-9. PMID 8980224.
4. ↑  Maisonpierre, P C; Suri C, Jones P F, Bartunkova S, Wiegand S J, Radziejewski C, Compton D, McClain J, Aldrich T H, Papadopoulos N, Daly T J, Davis S, Sato T N, Yancopoulos G D (Jul. 1997). “Angiopoietin-2, a natural antagonist for Tie2 that disrupts in vivo angiogenesis”. Science (UNITED STATES) 277 (5322):  55-60. doi:10.1126/science.277.5322.55. ISSN 0036-8075. PMID 9204896.
5. ↑  Rodewald HR, Sato TN (January 1996). “Tie1, a receptor tyrosine kinase essential for vascular endothelial cell integrity, is not critical for the development of hematopoietic cells”. Oncogene 12 (2):  397-404. PMID 8570217.
6. ↑  Takakura N, Watanabe T, Suenobu S, Yamada Y, Noda T, Ito Y, Satake M, Suda T (July 2000). “A role for hematopoietic stem cells in promoting angiogenesis”. Cell 102 (2):  199-209. doi:10.1016/S0092-8674(00)00025-8. PMID 10943840.
7. ↑  Fagiani E, Christofori G (January 2013). “Angiopoietins in angiogenesis”. Cancer Letters 328 (1):  18-26. doi:10.1016/j.canlet.2012.08.018.
8. ↑  Thurston G, Suri C, Smith K, McClain J, Sato TN, Yancopoulos GD, McDonald DM (Dec 1999). “Leakage-resistant blood vessels in mice transgenically overexpressing angiopoietin-1”. Science 286 (5449):  2511-2514. doi:10.1126/science.286.5449.2511.
9. ↑  Amo Y, Masuzawa M, Hamada Y, Katsuoka K (May 2004). “Observations on angiopoietin 2 in patients with angiosarcoma”. Br. J. Dermatol. 150 (5):  1028-1029. doi:10.1111/j.1365-2133.2004.05932.x. PMID 15149523.
10. ↑  Hauer AD, Habets KL, van Wanrooij EJ, et al. (October 2008). “Vaccination against TIE2 reduces atherosclerosis”. Atherosclerosis 204 (2):  365-371. doi:10.1016/j.atherosclerosis.2008.09.039. PMID 19022447.
11. ↑  Hurliman AK, Speroff L, Stouffer RL, Patton PE, Lee A, Molskness TA (March 2010). “Changes in Circulating Levels and Ratios of Angiopoietins during Pregnancy, but not during the Menstrual Cycle and Controlled Ovarian Stimulation”. Fertil. Steril. 93 (5):  1493-1499. doi:10.1016/j.fertnstert.2009.04.036. PMC 2839053. PMID 19476937.
12. ↑  B Schreitmuller, T Leyhe, E Stransky, N Kohler, C Laske (2012). “Elevated Angiopoietin-1 Serum Levels in Patients with Alzheimer’s Disease”. International Journal of Alzheimer's Disease 2012:  1-5. doi:10.1155/2012/324016.
13. ↑  Shroff RC, Price KL, Kolatsi-Joannou M, Todd AF, Wells D, Deanfield J, Johnson RJ, Rees L, Woolf AS, Long DA (Feb 2013). “Circulating angiopoietin-2 is a marker for early cardiovascular disease in children on chronic dialysis”. PLoS One 8 (2):  e56273. doi:10.1371/journal.pone.0056273. PMC 3568077. PMID 23409162.